# Jawline
Jawline è un film documentario del 2019 diretto da Liza Mandelup, incentrato sui social media e le celebrità di Internet . Il documentario ha ricevuto diverse recensioni. Nel febbraio 2019, Hulu ha acquisito i diritti di distribuzione del film negli Stati Uniti. Michael Weist è il protagonista del film.